# 科埃柳内图
科埃柳内图是巴西马拉尼昂州的一个市镇。总面积975.523平方公里，总人口45624人，人口密度46.8人/平方公里。